# Kazimierz Małysiak
Kazimierz Małysiak (ur. 11 kwietnia 1936 w Katowicach, zm. 13 marca 2016) – polski zawodnik i trener hokeja, ojciec Andrzeja Małysiaka.

## Życiorys
Jako zawodnik grał na pozycji napastnika-prawoskrzydłowego. W latach 1953–1956 był zawodnikiem AZS Katowice z którym zdobył brązowy medal Akademickich Mistrzostw Świata w 1956. W latach 1957–1969 reprezentował barwy Górnika Katowice, a następnie GKS-u Katowice. W tym okresie  pięciokrotnie świętował zdobycie Mistrzostwa Polski w latach: 1958, 1960, 1962, 1965 i 1968 oraz pięciokrotnie tytuł Wicemistrza Polski w latach: 1957, 1959, 1961, 1967, 1969. Był królem strzelców polskiej ligi w sezonie 1958/1959.
W latach 1958–1961 dwadzieścia trzy razy reprezentował Polskę w barwach kadry narodowej. Był uczestnikiem trzech turniejów o Mistrzostwo Świata w latach 1958, 1959, 1961. Był również trenerem w klubie GKS Katowice.
W 1968 otrzymał tytuł „Zasłużony Mistrz Sportu”.